# Tetrathemis platyptera
Tetrathemis platyptera е вид водно конче от семейство Libellulidae. Видът не е застрашен от изчезване.

## Разпространение
Разпространен е във Виетнам, Индия, Индонезия (Суматра и Ява), Китай, Лаос, Малайзия (Западна Малайзия), Мианмар и Тайланд.